# Roger Martí
Roger Martí Salvador (Torrente, Valencia, 3 de enero de 1991), conocido simplemente como Roger, es un futbolista español que juega como delantero en el Cádiz Club de Fútbol de la Segunda División de España. Es el octavo jugador con más partidos oficiales disputados en la historia del Levante Unión Deportiva.

## Trayectoria
Nacido en Valencia, ingreso en el juvenil nacional del Valencia Club de Fútbol, despues de marcar con el cadete de primera regional del CD Serranos 63 goles, rechazando irse a mitad temporada ( 38 goles en 15 partidos ) para intentar subir al CD Serranos a autonómica. En enero de 2011, después de unos cuantos partidos con el filial, fue cedido al vecino equipo Burjassot Club de Futbol. En julio de 2011, Roger Martí firmó por el eterno rival, el Levante Unión Deportiva, siendo asignado al filial de la Tercera División de España. El 21 de diciembre de 2011, hizo su debut con el primer equipo, sustituyendo al lesionado Juanlu Gómez en el 4-1 a favor ante el R. C. Deportivo de La Coruña en la Copa del Rey.
El 15 de enero de 2012 hizo su debut en Primera División, tomando el lugar de Xavi Torres en los últimos diez minutos de la derrota por 3-0 como visitante contra el Athletic Club. Cuatro días antes, marcó su primer gol con el primer equipo granota, en la victoria por 4-0 ante la A. D. Alcorcón en la Copa del Rey. Asimismo Martí anotó su primer gol en liga el 2 de diciembre de 2012, en el último minuto, ayudando a su equipo al empate por 1-1 ante el Celta de Vigo.
En la temporada 2013-14 salió cedido al Real Zaragoza que intentaría ascender a la Primera División. Sería el delantero titular del conjunto maño durante casi toda la temporada, con el que marca doce goles en treinta y seis partidos pero el equipo no conseguiría más que la permanencia un año más en Segunda.
El 8 de julio de 2014 se confirma la operación a tres bandas en la que Víctor Pérez renovó con el Real Valladolid para marcharse cedido al Levante U. D., mientras que asimismo Roger Martí jugaría a préstamo en el conjunto pucelano. Tras una buena temporada en el Valladolid, regresa al año siguiente más rodado al Levante.
El mercado invernal hizo llegar a varios delanteros por la necesidad del Levante U. D., por lo que Roger salió cedido hasta final de temporada de nuevo al Real Valladolid, operación que se confirmó el 28 de enero de 2016.
Volvió de su cesión al Levante U. D., por el que renovó, para ser el delantero referente en el descenso de este a Segunda, pero sufrió una grave lesión que le tuvo apartado de los terrenos de juegos durante seis meses, siendo dado de alta en enero de 2018.
Abandonó el conjunto levantino en agosto de 2022 tras 234 partidos y 75 goles con el primer equipo. Fue traspasado al Elche C. F., equipo con el que firmó por cuatro temporadas. A mediados de la primera fue cedido al Cádiz C. F. que tenía una opción de compra obligatoria si se cumplían determinados objetivos.

## Clubes
| Club                         | País   | Categoría   | Año       | Partidos jugados | Goles |
| ---------------------------- | ------ | ----------- | --------- | ---------------- | ----- |
| Valencia C. F. Mestalla      | España | 2ªB         | 2009-2010 | 15               | 1     |
| Burjassot C. F.              | España |             | 2011      | 13               | 4     |
| Levante U. D. "B"            | España | 2ªB         | 2011-2013 | 54               | 34    |
| Levante U. D.                | España | 1ª División | 2011-2013 | 33               | 1     |
| Real Zaragoza cedido         | España | 2ªA         | 2013-2014 | 36               | 12    |
| Real Valladolid C. F. cedido | España | 2ªA         | 2014-2015 | 16               | 7     |
| Levante U. D.                | España | 1ª División | 2015-2016 | 18               | 1     |
| Real Valladolid C. F. cedido | España | 2ªA         | 2015-2016 | 17               | 7     |
| Levante U. D.                | España | 2ªA         | 2016-2017 | 37               | 22    |
| Levante U. D.                | España | 1ª División | 2017-2018 | 17               | 3     |
| Levante U. D.                | España | 1ª División | 2018-2019 | 31               | 13    |
| Levante U. D.                | España | 1ª División | 2019-2020 | 38               | 11    |
| Levante U. D.                | España | 1ª División | 2020-2021 | 38               | 14    |
| Levante U. D.                | España | 1ª División | 2021-2022 | 29               | 7     |
| Elche C. F.                  | España | 1ª División | 2022-Act. | 15               | 2     |
| Cádiz C. F. cedido           | España | 2° División | 2023-Act. | 0                | 0     |
| Total                        | Total  | Total       | Total     | 407              | 139   |